# 司馬顒
司馬 顒（しば ぎょう、? - 光熙元年（306年）12月）は、西晋の皇族で八王の乱の八王の一人。字は文載。祖父は司馬懿の弟である安平王司馬孚。父は太原王司馬瓌。
恵帝の弟である司馬乂を排斥し、その下の弟である司馬穎と共に朝廷を壟断したが、司馬穎が王浚・司馬騰らの挙兵により本拠地鄴を失陥すると、これを見限って左遷した。以降は司馬越との内戦に臨むもこれに敗北して権力を失い、最期は司馬越からの和平の提案に応じるべく出向しようとしたところを、これに反対した司馬越の弟の司馬模に暗殺された。

## 生涯

### 若き日
父の爵位を継いで太原王に封じられ、咸寧2年（276年）に封国に赴いた。翌咸寧3年（277年）には河間王に改封された。
若くして清名があり、財に執着せずに士卒を愛した。諸王と共に来朝した時、武帝司馬炎は司馬顒の振る舞いを称賛し、諸国の模範であると感嘆したという。
元康元年（291年）、北中郎将に任じられ、鄴城を統治した。元康9年（299年）、梁王司馬肜に代わって平西将軍に任じられ、長安に出鎮した。当時の制度では、皇帝に近い血縁者しか関中の統治は認められていなかったが、諸王の上疏により特別に許された。

### 司馬倫討伐
永康2年（301年）1月、趙王司馬倫は側近の孫秀と謀って帝位を簒奪し、国政を掌握した。孫秀は司馬顒が関中で強兵を擁しているのを深く憂慮し、補佐を名目として臣下を派遣して監視に当たらせた。
その後、斉王司馬冏が司馬倫誅殺を掲げて挙兵すると、元安西参軍夏侯奭は侍御史を自称し、始平郡で数千の兵を集めて司馬冏に呼応した。夏侯奭は司馬顒にも協力する様使者を派遣したが、司馬顒は長史李含と謀議すると、司馬倫に加担する事を決め、主簿房陽と振武将軍張方を派遣して夏侯奭を討伐させた。夏侯奭は敗北を喫して捕らえられ、その同胞十数人と共に長安の市で腰斬に処された。
司馬冏からの使者が檄文を携えて司馬顒の下へ到来したが、司馬顒はその使者を捕えて司馬倫に送った。さらには司馬倫からの援軍要請に応じ、張方に関中の諸将を率いさせて司馬倫の援護を命じた。だが、後に司馬顒は司馬冏や成都王司馬穎の勢力が優勢である事を知って考えを翻し、龍驤将軍李含・領督護席薳らに張方軍を呼び戻させた。張方はこの時華陰まで進んでいたが、李含らは追いついてその行軍を中止させ、そのまま司馬冏側に寝返った。
4月、左将軍王輿が洛陽城内で政変を起こすと、孫秀を誅殺すると共に司馬倫を捕らえて幽閉し、恵帝を復位させた。これにより司馬倫の勢力は瓦解し、司馬顒は長安を出立して洛陽に入城した。司馬冏は司馬顒が初め敵対していた事を恨んでいたが、最終的に味方した事からこれを罪には問わず、侍中・太尉に抜擢し、三賜（弓矢・斧鉞・璧玉）を下賜した。しばらくして、司馬顒は長安に帰還した。

### 司馬冏討伐
司馬顒の側近である李含は洛陽の朝廷に仕えていたが、司馬冏の参軍皇甫商・右司馬趙驤らとの対立などから長安へ逃げ戻った。この時、李含は司馬冏討伐の密詔を得たと宣言し、詔書を偽造して司馬顒へ示した。さらには司馬顒へ「成都王（司馬穎）は陛下の弟であって大功があるのもかかわらず、朝廷に留まらずに封国に帰ったので、民心を得ております。斉王（司馬冏）は成都王を差し置いて専横の限りを尽くしており、朝廷から憎まれています。今、長沙王（司馬乂）に斉王を討つよう命じれば、兵が弱小である長沙王は必ずや殺されるでしょう。長沙王殺害の罪を理由に斉王を攻めて成都王を迎え入れ、社稷を安定させれば大勲功といえるでしょう」と勧めると、司馬顒はこれに従った。司馬顒は司馬冏の罪状を上書すると、檄文を各地に発布して「十万の兵を集めて成都王穎・新野王歆（司馬歆）・范陽王虓（司馬虓）と洛陽で合流する。長沙王乂に命じて斉王冏を邸宅に送り帰らせ、成都王穎に輔政を請う」と宣言し、李含を都督に任じて張方らと共に洛陽へ向けて進撃させた。諸軍は陰盤を通って新安に入り、洛陽から120里まで迫った。
同時期、司馬乂は洛陽城内から司馬顒に呼応し、司馬冏と3日間に渡る争いを繰り広げると、これに勝利して司馬冏を処断した。だが、司馬顒は司馬乂が敗れるのを期待していたので、これに不満を抱いた。

### 司馬乂討伐
太安2年（303年）3月、侍中劉沈は益州刺史羅尚・梁州刺史許雄らを統率して李雄討伐を命じられたが、司馬顒は劉沈を長安に留めて軍師に任じ、代わりに席薳を蜀に派遣した。また、張昌が江夏で反乱を起こすと、劉沈は張昌討伐に赴くよう詔が下されたが、司馬顒はこれを拒絶した。劉沈は自らの意思で州兵を率いて藍田に進んだが、司馬顒は劉沈の兵を無理矢理奪ってこれを阻止した。
7月、司馬乂の参軍皇甫商の兄である皇甫重が秦州刺史となると、以前より皇甫商と対立していた李含はこれを甚だ憂慮し、密かに謀殺を目論んだ。皇甫重はこれを察知すると、司馬乂へ秦州6郡の兵を率いて李含を討伐する許可を求めたが、司馬乂は認めなかった。皇甫重はこれに従わずに李含を討とうとしたので、司馬顒は金城郡太守游楷・隴西郡太守韓稚らに4郡の兵を率いさせ、冀城の皇甫重を攻撃させた。また、司馬顒は密かに侍中馮蓀・河南尹李含・中書令卞粋らを洛陽に派遣して司馬乂を襲撃させたが、皇甫商は司馬顒の動向を警戒するよう司馬乂へ事前に忠告していたので、李含らの計画は失敗してしまい、彼らは捕らえられて処刑された。司馬顒は李含らが殺されたと聞くと、これを口実に司馬乂討伐の兵を挙げた。鄴にいる司馬穎もまたこれに呼応した。
8月、司馬顒は司馬穎と共に上書し「司馬乂の論功は不公平であり、右僕射羊玄之・左将軍皇甫商と共に朝政を専断し、忠良の臣（李含ら）を殺害しました。羊玄之と皇甫商を誅殺し、司馬乂を封国に還らせるべきです」と述べた。だが、恵帝は詔を発して司馬顒と司馬穎を逆臣であると弾劾し、司馬乂に討伐を命じた。司馬乂は雍州刺史劉沈にも参戦を命じ、劉沈はかつて司馬顒に軍師に任じられていたものの、司馬顒への恩義よりも恵帝への忠義を優先し、朝廷軍の一員として長安に進撃した。司馬乂はさらに皇甫重への使者として弟の皇甫商を派遣し劉沈への加勢を命じようとしたが、皇甫商を恨む親族が司馬顒への密告を行ったため、司馬顒は皇甫商を捕えて殺害した。
この戦いそのものは永安元年（304年）1月、司馬乂が東海王司馬越の裏切りにより捕えられ、洛陽城内に入った張方が司馬乂を処刑した事で終結したが、劉沈の軍は以降も司馬顒への抵抗を続けた。激戦の末司馬顒の軍は劉沈の軍を破り、劉沈は側近100人余りで逃亡していたところを捕えられた。劉沈は司馬顒と相対すると彼を詰ったので、司馬顒は激怒して劉沈を鞭打ち、腰斬の刑に処した。司馬顒はまた劉沈の参謀であった新平郡太守張光を「起兵してどのような計略を画策したのだ」と責めたが、張光は表情を厳しくして「劉雍州（劉沈）が我が計を用いなかったからこそ、大王は今生きておられるのですぞ！」と答えた。司馬顒は彼を豪壮であるとして、罪には問わずに祝宴に参加させた。
3月、司馬顒は上書して司馬穎を世継ぎに立てるよう求めると、司馬穎は皇太弟となり、丞相の職務はそのままで都督中外諸軍事を兼任するようになった。司馬顒は太宰・大都督・雍州牧に任じられた。

### 朝廷の分裂
7月、司馬越は右衛将軍陳眕・殿中中郎逯苞・成輔・司馬乂の旧将上官巳らと共に司馬穎討伐を掲げて決起すると、恵帝を奉じて共に鄴へ向けて軍を発した。司馬顒はこれを聞くと、張方に2万の兵を与えて鄴を救援させた。だが、張方が到着する前に司馬穎配下の石超は皇帝軍を撃破し、恵帝の身柄を確保した。司馬顒は恵帝が鄴城に入ったと知ると、張方に洛陽占拠を命じた。洛陽を守る上官巳と苗願は張方を阻んだが、張方はこれを破って洛陽城内に入った。
8月、都督幽州諸軍事王浚は東嬴公司馬騰と連携を取り合い、司馬穎討伐を掲げて決起した。司馬穎は大いに恐れ、鄴を放棄すると恵帝を連れて洛陽へ逃走した。張方は兵を派遣して司馬穎一行を迎え入れた。
11月、張方は恵帝と司馬穎を引き連れて長安への遷都を強行した。司馬顒は官属や歩騎三万を率いて長安を出て、灞上において一行を出迎えた。司馬顒は恵帝に拝礼しようとしたが、恵帝は車から下りてそれを止めさせた。恵帝が長安に入ると、司馬顒府が行宮（皇帝の住まう場所）となり、司馬顒は百官を選んで配置し、秦州を定州と改めた。だが、洛陽では尚書僕射荀藩・司隷校尉劉暾・河南尹周馥が留まって皇帝の代わって政治を行ったので、これにより政治機能は二つに分裂し、洛陽朝廷は「東台」と呼ばれ、長安朝廷は「西台」と呼ばれるようになった。
12月、司馬顒は皇太弟司馬穎を廃し、豫章王司馬熾（後の懐帝）を新たに皇太弟に立てた。また、司馬顒は戦禍を収める為に司馬越との和解を望み、彼を太傅として長安に招聘したが、司馬越はこれを受けなかった。暫くして詔が下り、司馬顒は都督中外諸軍事に任じられた。
永興2年（305年）、司馬顒配下の游楷らが冀城の皇甫重を攻撃してから3年目に入ったが、未だに城を落とす事は出来なかった。司馬顒は御史を派遣して皇甫重に投降を勧めたが、皇甫重は拒絶した。当時、冀城内の人々は司馬乂と皇甫商が既に殺されたことを知らなかったが、御史がこの事を告げると、人々は皇甫重を殺して司馬顒に降った。馮翊太守張輔が代わって秦州刺史となった。

### 司馬越に敗れる
7月、司馬越が司馬顒・張方の打倒を掲げて徐州で挙兵し、東平王司馬楙・王浚・司馬虓らもまたこれに呼応した。恵帝は司馬越の挙兵を聞くと司馬越・司馬楙に正式に官爵を与え、これにより朝廷の官員は長安から離れて司馬越の下に集まるようになった。司馬越は当初、恵帝を洛陽に帰還させた陝県を境に東西で国家を分割統治をする事を提案し、司馬顒はこれに好色を示したが、張方の反対を受けたためこれを拒絶した。また同じ時期、司馬穎の旧将である公師藩が将軍を自称し、司馬穎の復権を掲げて趙・魏（河南河北一帯）で挙兵した。8月、司馬顒は公師藩の挙兵を知ると、司馬穎を鎮軍大将軍・都督河北諸軍事に推挙して兵千人を与え、盧志と共に鄴城へ向かわせた。
司馬顒は司馬越に反発した豫州刺史劉喬の軍を支援したものの、劉喬が敗北すると不安に駆られて再び司馬越との和平を望むようになった。しかし張方が和睦に頑なに反対したので、なかなか決断出来なった。張方と仲の悪かった司馬顒の参軍畢垣は張方が陰謀を企てていると偽りの讒言を行い、繆播と繆胤も張方を斬って天下に謝罪すべきと進言した。司馬顒は張方の側近であった郅輔を招いて事の真偽を確かめようとしたが、郅輔は既に畢垣の手回しを受けておりこれに偽りの肯定を行った。これにより永興3年（306年）1月、司馬顒は郅輔に命じて張方を抹殺させ、その首を司馬越に送って和解を求めた。しかし司馬越はこれを無視して進軍を継続し、司馬顒は呂朗らを滎陽に駐軍させてこれを阻ませたが、司馬越軍の将軍であった劉琨が張方の首を示すと戦意を喪失して投降した。
こうして洛陽に入った司馬越は、祁弘・宋冑・司馬纂らに鮮卑兵を与えて長安攻略に向かわせ、恵帝奪還を命じた。司馬顒は張方の首と引き換えに司馬越の軍が兵を退く事を期待していたが、司馬越軍は張方が死んだと聞くと、却って先を争って函谷関に入るようになった。司馬顒は張方を殺害した事を後悔し、実行犯の郅輔に責任を求めて処刑した。しかし司馬越軍の進軍を防ぐ事はできず、ついには単身で長安を離れ太白山へと逃走してしまった。こうして5月、長安は司馬越軍の手に落ち、司馬越軍は長安には太弟太保の梁柳を残して、恵帝の身柄を連れ帰った。

### 最期
6月、司馬顒配下の馬瞻らは自ら長安に入って梁柳を討ち取り、始平郡太守梁邁と共に太白山から司馬顒を迎え入れた。しかし弘農郡太守裴廙・秦国内史賈龕・安定郡太守賈疋らはこれに反発して挙兵し、馬瞻と梁邁を討伐した。司馬越もまた督護糜晃を派遣して司馬顒を攻撃させた。糜晃が鄭県に入ると、司馬顒は平北将軍牽秀を馮翊に駐軍させて糜晃を防がせたが、司馬顒の長史楊騰は司馬顒の命と偽って牽秀に戦闘を中止させ、隙を見て牽秀を殺した。これにより関中の諸勢力は全て司馬越に帰順してしまい、司馬顒はただ長安だけを保つのみであった。
12月、司馬越は朝政の混乱を鎮めるため、詔書を用いて司馬顒を司徒に任じ、洛陽へ招聘した。司馬顒はこれを受けて洛陽に向かったが、司馬越の弟の南陽王司馬模はこれを認めず、密かに配下の梁臣を派遣し、河南郡新安県で雍谷の車上にて司馬顒を絞殺した。司馬顒の三子もまた殺された。
詔があり、彭城元王司馬植（司馬孚の四弟の司馬馗の子の司馬権の子）の子の司馬融を司馬顒の後継として、楽成県王に改封した。